# Wilhelm Meinhold
Johannes Wilhelm Meinhold (født 27. februar 1797 på øen Usedom, død 30. november 1851 i Charlottenburg) var en tysk forfatter.
Han indtog som præst på sin fødeø en ejendommelig stilling ved at hælde stærkt til katolicismen og indvikledes derved i adskillige konflikter. Som forfatter har han gjort sit navn mest bekendt ved den af gammeldags sprogtone farvede roman fra 17. århundrede Maria Schweidler, die Bernsteinhexe (1843), der i senere tid gentagne gange er bleven optrykt blandt andet hos Reclam, og som dramatiseredes af Laube. Det lykkedes længe Meinhold at holde sit forfatterskab til bogen skjult og udgive den for et ægte historisk dokument. Ogsaa Sidonia von Borck, die Klosterhexe, der udkom nogle år senere, vakte opmærksomhed. Desuden har Meinhold skrevet et romantisk epos St. Otto og den romaniserende roman Der getreue Ritter, der dog først udkom efter hans død. Hans Gesammelte Schriften udgavs i 7 bind (1846—47).